# JAR Unplugged
Jesús Adrián Romero: Unplugged (estilizado como JAR Unplugged) es el tercer álbum en vivo del músico cristiano mexicano Jesús Adrián Romero, publicado en 2005, en donde se puede encontrar al cantante al lado de otros artistas como Abel Zavala, Lilly Goodman y su esposa Pecos de Romero.
Fue grabado en vivo el 11 de agosto de 2004 en la Iglesia Puerta del cielo en El Paso, Texas, Estados Unidos.

## Estilo
El álbum representa el estilo único de Jesús Adrián Romero sobre la música. Contiene ritmos basados en lo instrumental, el blues. Dentro de este, se destacan algunas canciones como «Qué sería de mí»,«Cada mañana», «A sus pies» y «Gloria, reino y poder».

## Lista de canciones
Parte #1
| N.º | Título                        | Duración |  |
| 1.  | «Pan de vida»                 | 6:03     |  |
| 2.  | «Qué sería de mí»             | 5:39     |  |
| 3.  | «No hay argumento»            | 6:10     |  |
| 4.  | «Tal como soy»                | 7:15     |  |
| 5.  | «Cerca de ti»                 | 8:03     |  |
| 6.  | «Enamórame» (con Abel Zavala) | 7:42     |  |
| 7.  | «Este día especial»           | 7:17     |  |
| 8.  | «Cada mañana»                 | 7:11     |  |
| 9.  | «Esperar en ti»               | 5:19     |  |

Parte #2
| N.º | Título                                   | Duración |  |
| 1.  | «A sus pies»                             | 8:02     |  |
| 2.  | «Con manos vacías»                       | 9:24     |  |
| 3.  | «Ven te necesito» (con Lilly Goodman)    | 7:11     |  |
| 4.  | «Buscando refugio»                       | 2:57     |  |
| 5.  | «No merecía tanto amor»                  | 5:18     |  |
| 6.  | «Tú has sido fiel» (con Pecos de Romero) | 6:22     |  |
| 7.  | «Bienaventurado»                         | 5:30     |  |
| 8.  | «Gloria, reino y poder»                  | 4:53     |  |

- Datos: Q42906370